# Paulette Duhalde
Pour les articles homonymes, voir Duhalde.
Paulette Louise Duhalde, née le 23 juillet 1921 à Flers et morte en déportation à Ravensbrück le 23 avril 1945, est une résistante française.

## Biographie

### Avant-guerre
Paulette Duhalde est née le 23 juillet 1921 à Flers. Elle est la fille unique de M. Édouard Duhalde et Mme Renée Duhalde, née Granguillot. Ses parents tenaient une auto-école et le café "de l'Auto". Elle réside au 20 place du Marché à Flers. Paulette était élève à l'école Notre-Dame, à Flers. Une école qui existe encore de nos jours.

### Sa vie pendant la guerre
Paulette Duhalde commença à travailler pour la Banque de France le 11 décembre 1939 en tant que « dame stagiaire provisoire ». Elle doit la quitter provisoirement le 10 octobre 1940 car celle-ci a ralenti ses activités à cause de la guerre.
Paulette Duhalde y retourne toutefois moins de deux mois plus tard, le 28 novembre 1940. Elle travaille désormais en tant que secrétaire comptable ,pour M. Alfonse Warein, un industriel.

### Entrée en Résistance
Elle adhère en février 1941 à la Résistance à l'occupation allemande (Réseau Jeanne) sous le nom de "Jojo". Paulette transmet certes des rapports sur les mouvements des troupes allemandes et leur matériel mais elle transporte également le courrier vers Vire, Alençon, Caen ou Paris.
Paulette Duhalde était agent correspondante des services secrets de l'armée française, avec le pseudo LAFAY et LA FÉE, et elle appartenait au réseau S.R.Air comme agent de liaison et chargée de missions à compter du 01/01/1941.
Le 9 décembre 1942, à la suite d'une trahison, elle est arrêtée par la Gestapo dans les bureaux de la Banque de France. Elle réussit à donner son sac, qui contenait des plans et des renseignements sur les fortifications allemandes de la côte, à une collègue, Mme Vaubaillon, avant d'être emmenée. Elle est ensuite emprisonnée à Fresnes pendant de longs mois. Le 17 juin 1943, elle est condamnée à 5 ans de réclusion en forteresse par le Tribunal militaire allemand de Paris.

### Déportation et mort
Le 8 juillet 1944, elle est déportée à la prison d'Aix-la-Chapelle, avec la mention "NN" ("nacht und nebel" : en français Nuit et brouillard).
Puis, le 22 juillet 1944, elle est déportée à la prison de Cottbus près de Leipzig, en Allemagne orientale.
Le 21 novembre 1944, elle est déportée au camp de Ravensbrück (surnommé « l'enfer des femmes »), au sud-ouest de Berlin, avec le matricule 85.283. Elle y meurt d'épuisement le 23 avril 1945, quelques jours avant sa libération par l'Armée Rouge le 30 avril 1945.
Citée à l'ordre de l'Armée, la médaille de la Résistance française et la Légion d'honneur lui seront également décernées à titre posthume.

## Décorations
- Chevalier de la Légion d'honneur à titre posthume par décret du 19 juin 1950[4]
- Croix de guerre 1939–1945, palme de bronze à titre posthume par décret du 24 mai 1947[4]
- Médaille de la Résistance française à titre posthume par décret du 31 mars 1947[4]

## Hommages
- La place du Marché de Flers, dans l'Orne, d'où est originaire Paulette Duhalde a été renommée place Paulette-Duhalde en son hommage en 1947. La plaque porte la mention : « Place Paulette Duhalde | Héroïne de la Résistance | Morte en déportation | 1921-1945 »[6].

- Une stèle a également été érigée en son honneur dans la même ville en juin 1999 ; elle est désormais située au pied de l'église Saint-Germain[7].
- Dans la salle de la Déportation au musée du Château, à Flers, est exposée une stèle commémorative de Paulette Duhalde. Elle comporte une vue de profil de la jeune Flérienne - la sculpture a été réalisée selon les indications de sa mère, Mme Édouard Duhalde - et deux mains jointes pour une prière. On peut lire sur cette stèle « 1921 Ravensbrück 1945 ». Ainsi que :
- Paulette DUHALDE Notre liberté future et la vie de la nation doivent s'acheter par de tels sacrifices.

Cette dernière inscription est une phrase qui provient de la lettre écrite par Paulette à ses parents alors qu'elle était emprisonnée à Fresnes.
- Son nom apparaît sur la stèle commémorative de la Banque de France située dans la cour d'honneur de la Banque de France[8].
- Son nom apparaît sur le mémorial de services spéciaux 39-45 situé square Alfasser, à l'entrée nord du village de Ramatuelle[9].